# Jerome Dyson
Jerome Clifton Dyson (ur. 1 maja 1987 w Rockville) – amerykański koszykarz, występujący na pozycjach rozgrywającego lub rzucającego obrońcy, obecnie zawodnik Telekom Baskets Bonn.
10 lutego 2019 dołączył do izraelskiego Bene Herclijja. 26 lipca został zawodnikiem włoskiego Virtusu Rzym.
24 grudnia 2020 zawarł umowę z PGE Spójnią Stargard. 21 stycznia 2021 opuścił klub. 31 stycznia podpisał kontrakt z niemieckim Telekom Baskets Bonn.

## Osiągnięcia
Stan na 1 lutego 2021, na podstawie, o ile nie zaznaczono inaczej.
NCAA
- Uczestnik:
  - rozgrywek NCAA Final Four (2009)
  - turnieju NCAA (2008, 2009)
- Zaliczony do:
  - I składu:
    - Big East (2007)
    - turnieju Paradise Jam (2009)

  - III składu Big East (2010)

Drużynowe
- Mistrz:
  - Włoch (2015)
  - Izraela (2017)
- Brąz ligi izraelskiej (2018)
- Zdobywca:
  - pucharu:
    - Włoch (2015)
    - ligi izraelskiej (2017)

  - superpucharu Włoch (2014)
- Finalista pucharu Izraela (2017)

Indywidualne
- MVP:
  - Final Four ligi izraelskiej (2017)
  - superpucharu Włoch (2014)
- Uczestnik meczu gwiazd:
  - D-League (2012)
  - ligi izraelskiej (2013, 2018)
  - ligi włoskiej (2014)
- Zaliczony do:
  - I składu:
    - ligi izraelskiej (2018)
    - debiutantów D-League (2011)

  - II składu D-League (2012)
- Lider:
  - strzelców ligi izraelskiej (2013)
  - w przechwytach ligi włoskiej (2015)
- Zawodnik tygodnia D-League (31.01.2011)

Reprezentacja
- Brązowy medalista igrzysk panamerykańskich (2011)